# L'Enfant Plaza (metropolitana di Washington)
L'Enfant Plaza è una stazione della metropolitana di Washington, situata all'intersezione tra i tratti comuni delle linee blu/arancione/argento e Linea gialla/Linea verde. Si trova sotto l'omonima piazza, a sud del National Mall, vicino al National Air and Space Museum e a diversi edifici federali.
È stata inaugurata il 1º luglio 1977, contestualmente all'apertura della linea blu.
Sopra la stazione vi è una fermata del Virginia Railway Express (linea Fredericksburg e linea Manassas). La stazione è servita da autobus dei sistemi Metrobus (anch'esso gestito dalla WMATA) e Loudoun County Commuter Bus e da autobus della Maryland Transit Administration e della Potomac and Rappahannock Transportation Commission.